# Malos hábitos
Malos hábitos és una pel·lícula mexicana dirigida per Simón Bross el 2007 i estrenada durant el XXII Festival Internacional de Cinema de Guadalajara a Mèxic.
La història tracta de diferents desordres alimentaris.

## Sinopsi
La pel·lícula retrata a una família en què diferents integrants sofreixen trastorns alimentosos. Matilde ha deixat la carrera de medicina per a ingressar a un convent. Decideix iniciar un dejuni amb la finalitat de salvar a la humanitat, perquè pensa que s'aveïna el segon diluvi, això mentre prepara a la seva cosina Linda per la Primera Comunió.
Elena, una dona extremadament prima, s'avergonyeix de la grassor de la seva filla Linda, per la qual cosa intenta que aquesta baixi de pes, causant una sèrie de conflictes pel control de l'alimentació. D'altra banda, Gustavo, espòs d'Elena, l'enganya amb una estudiant, la "Gordibuena", que troba gran plaer amb el menjar, fent d'això gairebé un ritual.

## Repartiment
- Ximena Ayala - Matilde Soriano Ávila
- Elena de Haro - Elena Soriano, mare de Linda
- Marco Antonio Treviño - Gustavo Soriano, pare de Linda
- Aurora Cano - Teresa
- Elisa Vicedo - Linda Soriano
- Emilio Echevarría - Ramón Soriano, pare de Matilde
- Patricia Reyes Spíndola - Sofía, Mare Superiora
- Milagros Vidal - Gordibuena
- Héctor Téllez - Sacerdot
- Leticia Gómez - Monja

## Recepció
A més de presentar-se en el Festival de cinema de Guadalajara, el film es va presentar amb bones crítiques al 60è Festival Internacional de Cinema de Canes a França, el Festival de Cinema de Las Vegas, als Estats Units. i al World Film Festival de Montreal del Canadà, tots el 2007.

## Premis
Festival Internacional de Cinema a Guadalajara
| Any  | Categoria         | Persona       | Resultat  |
| ---- | ----------------- | ------------- | --------- |
| 2007 | Millor Pel·lícula | Malos hábitos | Guanyador |

Festival de Cinema de Las Vegas
| Any  | Categoria         | Persona       | Resultat  |
| ---- | ----------------- | ------------- | --------- |
| 2007 | Millor Pel·lícula | Malos hábitos | Guanyador |

World Film Festival de Mont-real
| Any  | Categoria         | Persona       | Resultat  |
| ---- | ----------------- | ------------- | --------- |
| 2007 | Millor Pel·lícula | Malos hábitos | Guanyador |

L edició dels Premis Ariel
| Categoria                 | Persona         | Resultat |
| ------------------------- | --------------- | -------- |
| Millors efectes visuals   | Francisco Muñoz | Nominat  |
| Millors efectes especials | Ricardo Arvozi  | Nominat  |